# Електрохімічний та електрометалургійний завод у Берзі

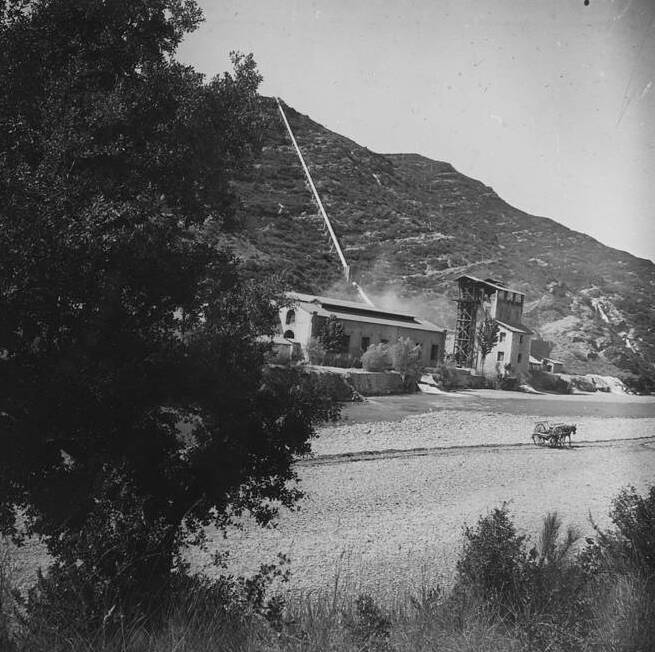
Карбідний завод та гідроелектростанція (остання в каскаді Промислового каналу Берги)

Електрометалургійний завод у Берзі (Berga) — колишній виробничий майданчик хімічного, а потім металургійного спрямування в іспанських Піренеях, за вісім десятків кілометрів на північний захід від Барселони.
Наприкінці XIX — на початку XX століть в Іспанії з'явився цілий ряд заводів з виробництва карбіду кальцію, що як джерело ацетилену відігравав важливу роль в індустрії освітлення. Карбід отримували шляхом плавки вапна з вугіллям в електропечах, тому важливим для успіху проєкту було забезпечення поставок електроенергії (а карбідна промисловість тяжіла до районів першочергового розвитку гідроенергетики). Одним з таких майданчиків став завод у Берзі, споруджений компанією Sociedad Española de Carburos Metálicos. В 1898-му стартували будівельні роботи, а 1899-го завод карбіду почав свою роботу.
Майданчик заводу містився на правому березі річки Льобрегат, побіч з гідроелектростанцією, що була останньою на Промисловому каналі Берги (мав довжину 20 км та транспортував воду з Льобрегат до Берги, а на завершальному етапі знову виходив до висот на правобережжі Льобрегату). Можливо відзначити, що всього на каналі запланували 18 ГЕС, проте лише 3 з них (і в тому числі станція Carburos Metálicos) у підсумку спорудили.
Вапняк для потреб заводу доправляли з розташованого за 7 км кар'єру, при цьому він мав дуже високу якість. Зате щодо наявності в регіоні джерела вугілля проєктанти помилилися — місцевий лігніт мав дуже високий вміст сірки, фосфору та високий летючих речовин і золи, а тому для отримання продукту належної якості довелось перейти на імпорт антрациту з Великої Британії.
Завод мав шість печей, з яких дві виконували функцію резерву, а чотири інші споживали при роботі потужність у 2,6 МВт — ця схема дозволяла виробляти 8 тонн карбіду на добу. Згодом добову потужність заводу довели до 20 тонн карбіду кальцію.
Якийсь час майданчик випускав ацетилен у балонах, а в 1934-му його доповнили установкою електролізу, що надало можливість продукувати водень та кисень. Ще одним напрямом стало використання відхідних газів печей для випалу вапна для отримання діоксиду вуглецю та сухого льоду.
З плином часу розвиток електричного освітлення нівелював значення карбіду кальцію, тому в 1953-му завод у Берзі припинив його випуск та узявся за продукування феросплавів — феросиліцію, феромарганцю, ферофосфору.
У 1978-му завод завершив роботу з феросплавами. На той час Carburos Metálicos вже зосередилась на роботі з промисловими газами (чим продовжує займатись і станом на середину 2020-х років).
Є відомості, що згодом майданчик у Берзі також випускав соляну кислоту, проте вже у 2002-му його закрили після більш ніж століття історії.